# Eric Steven Raymond
Eric Steven Raymond, spesso abbreviato con le sue iniziali ESR (Boston, 4 dicembre 1957), è un informatico e blogger statunitense.
È l'autore de La cattedrale e il bazaar e l'attuale manutentore del Jargon File (anche conosciuto come Il nuovo dizionario degli hacker) e l'ideatore del Glider come simbolo rappresentativo della comunità hacker. La sua reputazione nasce nella cultura degli hacker, e dopo il 1997 diventa la figura principale del movimento open source. Attualmente è uno degli hacker più famosi (e controversi).

## Biografia
Raymond è nato a Boston, Massachusetts, nel 1957; ha vissuto in tre continenti prima di stabilirsi in Pennsylvania nel 1971. I suoi inizi nella cultura hacker sono datati 1976 ed egli scrisse il suo primo progetto open source nel 1982. È l'autore del progetto fetchmail: un POP client. Ha contribuito a molte parti del progetto Emacs ed è il coautore delle librerie GNU ncurses. È l'ideatore dell'implementazione in C del linguaggio di programmazione INTERCAL.
Raymond ha coniato la frase: "con abbastanza occhi tutti i bachi vengono a galla". Accredita a Linus Torvalds l'ispirazione di questa citazione che ha definito la legge di Linus. La fonte di questa citazione è il libro La cattedrale e il bazaar del 1999. Raymond mantiene anche una dozzina di FAQ e scrive molti saggi. Raymond, conosciuto per avere forti interessi nella fantascienza, è un musicista amatoriale ed è cintura nera nel taekwondo.
Dopo il 1997 Raymond diventa uno dei principali teorici del movimento open source e uno dei fondatori dell'Open Source Initiative. Egli inoltre svolge la funzione di ambasciatore dell'open source presso la stampa, il commercio e la cultura emergente.
La tattica adottata da Raymond ha messo a segno un numero notevole di successi, cominciando dal rilascio dei codici sorgenti di Mozilla nel 1998. È accreditato sia dai principali hacker sia dai maggiori osservatori come colui che ha portato la missione dell'open source a Wall Street molto più efficacemente di qualsiasi altro.

## Le critiche
Raymond ha ricevuto varie accuse di dirottare il movimento del software libero verso la promozione della sua immagine e del proprio profitto. In questo contesto si argomenta che spesso ha lavorato per insidiare gli altri leader e rappresentanti del movimento. Il suo rifiuto diretto alle discussioni morali ed etiche di Richard Stallman e della Free Software Foundation in favore di una posizione meno idealistica e più rivolta a un mercato "amico" ha esacerbato alcune tensioni politiche preesistenti nella comunità. C'è stata anche una certa asprezza tra Raymond e gli sviluppatori del kernel Linux, dopo che il progetto Linux ha rifiutato di incorporare CML2: un sistema di configurazione del kernel alternativo, sviluppato da Raymond.
Egli è anche stato accusato di vendersi: acconsentì infatti a tenere una conferenza per Microsoft in cambio dell'opportunità di incontrare due dei suoi attori di fantascienza preferiti. Ha inoltre accettato milioni di dollari in azioni per dare credibilità ai sistemi di VA Research/VA Linux Systems. Ancora, il suo temperamento ha causato una certa tensione fra sé e altri fautori dell'open source, tra cui il più famoso Bruce Perens. Perens ha reso pubblica, sulle liste Debian, una minaccia contenuta in una E-Mail privata speditagli da Raymond.
La dichiarazione di Raymond di essere uno degli sviluppatori del Core di Linux ha creato molte critiche in quanto nessun sorgente da lui sviluppato è mai stato accettato in questo kernel; il suo contributo all'open source è relativo a porzioni di fetchmail, Ncurses e Emacs, oltre a una lunga lista di progetti presenti sulla sua home page. Questa mancanza di credenziali porta il suo saggio Shut Up And Show Them The Code ("Taci e mostragli i sorgenti") a una pesante critica perché ha cercato di mettersi sullo stesso livello di Richard Stallman, autore originario di Emacs, GCC, GNU Debugger (GDB), GNU Make e molto altro. Raymond ha risposto a tutte queste critiche con il saggio Take My Job, Please! ("Fai il mio lavoro per favore!"), dove sostiene come chiunque si ritenga qualificato a sostituirlo e a presentare il caso dell'open source al mondo intero sia libero di farlo; lui sarebbe disposto a seguirlo.
Le sue difese pubbliche al secondo emendamento riguardante i diritti a possedere armi da fuoco e il suo forte sostegno alla guerra in Iraq del 2003 hanno generato delle controversie. Durante l'estate del 2003, Raymond ha esposto le sue opinioni politiche sulle differenze razziali rispetto al quoziente d'intelligenza, il terrorismo e la guerra in Iraq. La pubblicazione di queste dichiarazioni sul proprio blog ha poi causato una marea di roventi critiche. È stato inoltre accusato di modificare il Jargon File per riflettere i propri punti di vista circa la guerra.

## Opere
- The New Hacker's Dictionary, MIT Press, 1991, ISBN 0262680920. Versione stampata del Jargon file.
- The Cathedral and the Bazaar, O'Reilly, ottobre 1999, ISBN 1-56592-724-9. Include La cattedrale e il Bazar, Colonizzare la noosfera, Il calderone magico dell'open source e La rivincita degli hacker.
- The Art of Unix Programming, Addison-Wesley, 2003, ISBN 0-13-142901-9.

## Film interpretati
- Noticias para Nerds (2000)
- The code (2001), con la partecipazione di ESR.
- Revolution OS (2001), documentario su GNU/Linux con la partecipazione di Eric S. Raymond distribuito in VHS e DVD.